# Natura morta (Picasso 1901)
Natura morta és una pintura a l'oli sobre tela realitzada per Pablo Picasso el 1901 a París i que actualment forma part de la col·lecció permanent del Museu Picasso de Barcelona. Es mostra a la Sala 7 de la col·lecció permanent del museu. Forma part de l'Adquisició de la col·lecció privada de Lluís Plandiura el 1932.

## Descripció
Aquesta Natura morta pintada a París el 1901, primer bodegó de Picasso en pintura, és una obra lluminosa, amb colors estridents i amb pinzellades enèrgiques i definides. A la tela, predominantment blava, hi ha un gerro amb flors –un ram mancat de perspectiva com els que feia Matisse –dues fruiteres– una fruita de colors intensos i cezannians–, un plat amb les deixalles de mitja dotzena d'ostres i una llimona. Les closques buides de les ostres són de pinzellada pastosa i color delicat.
Tot això en suports de terrissa feta a mà. A la dreta hi ha una gerra de cervesa en ceràmica de Quimper, ciutat natal del seu gran amic Max Jacob i de qui probablement provenia l'objecte, segons aportació del Musée des Beaux Arts de Quimper.
Picasso modela les formes dels objectes mitjançant un perfilat hàbil i empra unes pinzellades vigoroses, empastades i imprecises, amb el color estès de manera poc homogènia, amb pinzellades molt fines junt a d'altres amb molt de volum. La seva passió pel color queda ben palesa aquí, amb la confrontació del groc, del taronja i del vermell damunt un fons blau fred i el blanc de les tovalles.
Malgrat la coloració viva del conjunt, el blau domina l'atmosfera i anuncia una progressió vers la monocromia que aviat envairà les seves obres.
L'abril de 1902 Picasso exposa a la galeria Berthe Weill de París. Natura morta és l'obra que figura en el catàleg de l'exposició amb el número 1, a la qual es refereix Adrien Fargue en el prefaci dient: «A vegades es deixa portar pel color i llavors ens proporciona aquesta luxuriant natura morta».
Les natures mortes seran un tema tractat al llarg de tota l'obra de Picasso, especialment al cubisme i a les dècades dels 20 i dels 40. Al museu Picasso es poden veure també l'obra de 1924, Copa i paquet de tabac.